# Kontich
Kontich (các viết cũ: Contich) là một đô thị ở tỉnh Antwerp. Đô thị này gồm các thị trấn Kontich và Waarloos. Tại thời điểm ngày 1 tháng 1 năm 2006, Kontich có dân số 20.239 người. Tổng diện tích là 23,67 km² với mật độ dân số là 855 người trên mỗi km².
Kontich có hai phần: Kontich Centrum và Kontich Kazerne.